# 16596 Stephenstrauss
16596 Stephenstrauss è un asteroide della fascia principale. Scoperto nel 1992, presenta un'orbita caratterizzata da un semiasse maggiore pari a 2,3872859 UA e da un'eccentricità di 0,1546459, inclinata di 2,14766° rispetto all'eclittica.
L'asteroide era stato inizialmente battezzato 16596 Stevenstrauss per poi essere corretto nella denominazione attuale.
L'asteroide è dedicato allo scrittore statunitense Stephen Strauss, vincitore della prima medaglia Connaught per l'informazione medica.